# Седлиська (Любартівський повіт)
Седлиська (пол. Siedliska) — село в Польщі, у гміні Камйонка Любартівського повіту Люблінського воєводства.
Населення — 646 осіб (2011).
У 1975-1998 роках село належало до Люблінського воєводства.

## Демографія
Демографічна структура станом на 31 березня 2011 року:
|          | Загалом | Допрацездатний вік | Працездатний вік | Постпрацездатний вік |
| -------- | ------- | ------------------ | ---------------- | -------------------- |
| Чоловіки | 315     | 58                 | 218              | 39                   |
| Жінки    | 331     | 72                 | 192              | 67                   |
| Разом    | 646     | 130                | 410              | 106                  |